# CIFAR-10
CIFAR-10数据集，又称加拿大高等研究院数据集（Canadian Institute for Advanced Research）是一个常用于训练机器学习和计算机视觉算法的图像集合。它是最广泛使用的机器学习研究数据集之一。CIFAR-10数据集包含60,000张32×32像素的彩色图像，分为10个不同的类别。这10个类别分别是飞机、汽车、鸟类、猫、鹿、狗、青蛙、马、船和卡车，每个类别有6,000张图片。
CIFAR-10是2008年发布的80 Million Tiny Images数据集的标记子集，该数据集在2009年发表。创建该数据集时，学生们有偿标记所有的图像。